# BBプラザ美術館
BBプラザ美術館（びーびーぷらざびじゅつかん）は兵庫県神戸市にある美術館。

## 概要
株式会社シマブンコーポレーションの創業100周年記念事業の一つで、地域社会の芸術文化振興を目的に2009年7月7日に開設された美術館である。コレクションはフランスや近現代の日本人画家の作品を中心に形成されている。
　

## 所蔵品

### 西洋画
- ルノワール『薔薇をつけた少女』1915年
- マルケ『ノートルダム曇天』1924年
- 藤島武二『裸婦』1901年頃
- 安井曽太郎『黒き髪の女』1924年
- 東郷青児『モンパルナスの女』
- 佐伯祐三『レ・ジュ・ド・ノエル』1925年頃
- 岡鹿之助『館』
- 小磯良平『婦人像』
- 田村孝之介『ベネチア風景』『港』『人形』
- 須田剋太『カブト梅』

### 日本画
- 小倉遊亀『古つぼと花』
- 山本丘人『水無月山水』
- 髙山辰雄『二日の月』『朝の光の中に』
- 石本正『夢のあとに』
- 加山又造『雪ノ渓』
- 上村淳之『鶴』『秋日（小雀）』『鴫』

### 彫刻
- ロダン『ネレイデス』1888年以前
- ブールデル『三つのポーランド』1928年
- ルノワール『勝利のヴィーナス』1914年・1916年

## 施設概要
- 展示室設計 - 大林組本店
- 工期 - 2008年7月から2009年4月
- 展示面積 -  245.7m2

## 交通アクセス
- 阪神本線「岩屋駅」南側すぐ
- JR神戸線（東海道本線）「灘駅」南側へ徒歩3分

## 周辺
- HAT神戸
  - 兵庫県立美術館
  - WKC
- 横尾忠則現代美術館
- 原田の森ギャラリー
- 神戸文学館